# Volská louka

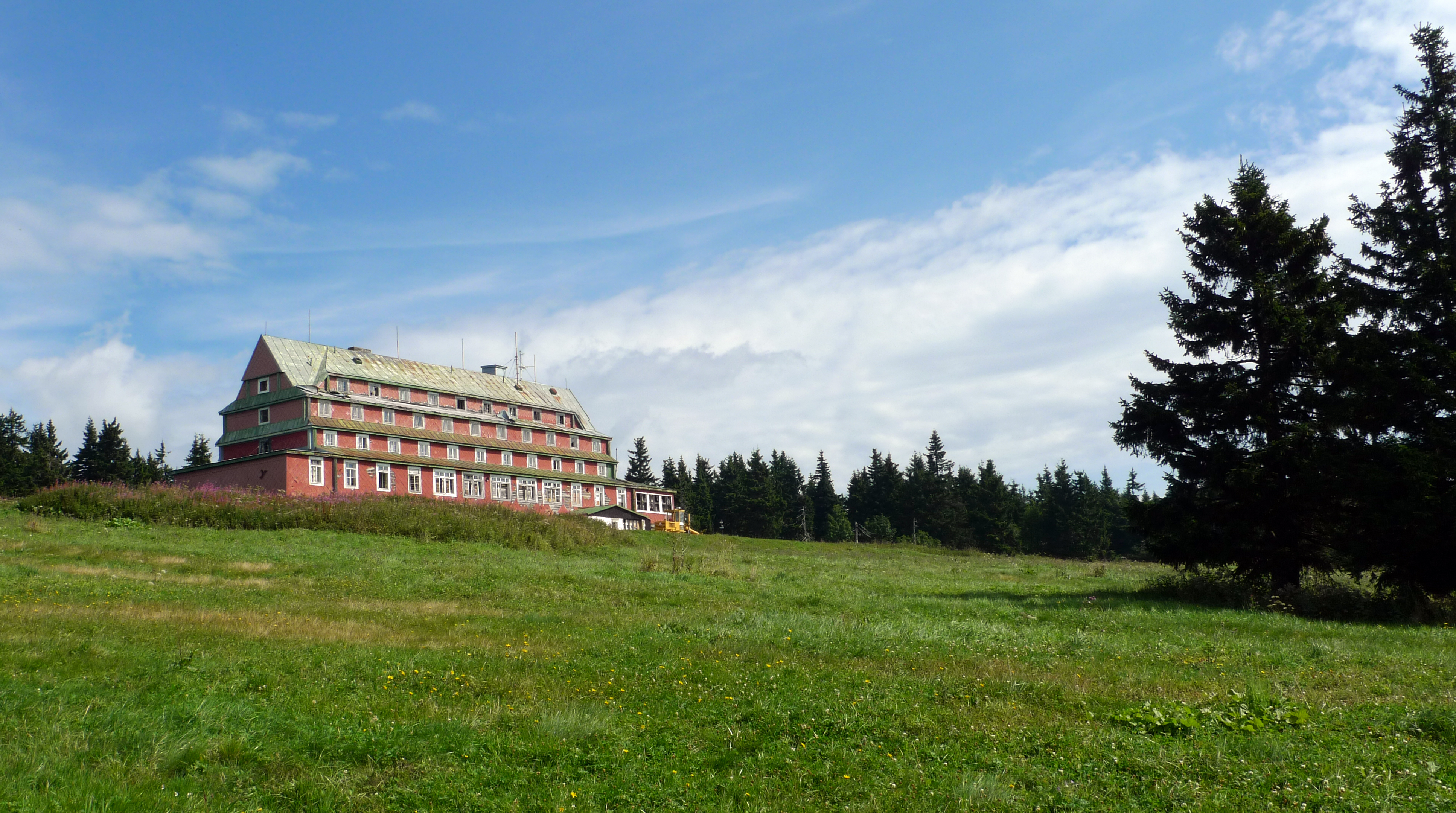
Volská louka se Sokolskou boudou.

Volská louka je luční enkláva na Černé hoře v Krkonoších v katastru obce Janské Lázně. Vznikla v roce 1566, kdy tyrolští dřevorubci začali kácet horský prales. Dřevo bylo používané ve stříbrných dolech v Kutné Hoře. Krávy pasoucí se na louce dávaly málo mléka a tak sloužila především k pastvě volů, po nichž také dostala své jméno.

## Budovy
Budovy postavené na Volské louce se nazývaly Volské boudy. Po jejich zániku na nich byly postaveny Sokolská bouda, Horský hotel Desítka a chata Sport.

## Historie
Až do roku 1875 patřila Volská louka k Velké Úpě, poté jí převzala obec Černá Hora. 
Pozemky i s vrcholem Černé hory až do 20. let 20. století patřily hraběti Jaromíru Czerninu-Morzinovi, od kterého je odkoupila společnost Wiesner Chrudim pro výstavbu kabinkové lanovky.
Na konci roku 1944 byla na Volské louce postavena chata Sport. Kvůli utajení byl celý vrchol Černé hory vyhlášen vojenskou zónou se zákazem vstupu civilistů.
Na začátku roku 1945 byla v rámci výcviku Volská louka překopávána a byla na ní umístěna skládka vojenského odpadu. Louka byla vybavena protiletadlovým dělem a celá oblast Černé hory posloužila pro ukrytí velkého množství diverzního materiálu, který se nepodařilo všechen objevit. Počátkem února 1945 se na louce cvičilo 300 mužů a žen.
Sovětskou rozvědkou zachycení absolventi záškodnické školy na Černé hoře prozradili její umístění a proto zde 6. 3. 1945 seskočila osmičlenná rusko-česká skupina výsadkářů (tzv. skupina CHAN). 2. 4. 1945 pak došlo k prvnímu střetu výsadkářů s nacisty, který polovina výsadkářů nepřežila, ostatní se z obklíčení probojovali. 9. 4. 1945 došlo k další přestřelce, beze ztrát na straně výsadkářů, kteří se pak stáhli do Podkrkonoší a spojili se se skupinou VOLK od Českého Dubu. Od 5. 5. 1945 již posádka Sokolské boudy a Horského hotelu likvidovala dokumenty a 300 frekventantů se v civilním oblečení a s falešnými osobními doklady rozptýlilo po okolí. Jako poslední opustili všechny objekty velitel střediska Herbert Giehl, jeho zástupce Ernest Brass a další důstojníci SS dne 8. 5. 1945, na ústupu zapálili dolní stanici lanovky na Černou horu a odjeli z Janských Lázní. Když na Volskou louku dorazili příslušníci československých ozbrojených sil, nalezli již jen trosky vysílaček a fragmenty dokumentů.